# ОФК шампионат у фудбалу за жене 2003.
ОФК првенство за жене 2003. било је седмо ОФК првенство у женском фудбалу (познато и као Куп женских нација ОФК-а).
Првобитно заказан од 19. до 29. новембра 2002. године, турнир је одложен након повлачења Америчке Самое, Тахитија и Тонге. Договорен је померени турнир са седам тимова у две групе, међутим Фиџи и Вануату су се повукли, што је резултирало првенством пет земаља у једној групи.
Турнир је служио као квалификациони турнир ОФК-а за ФИФА Светско првенство за жене 2003. ОФК-ов један пласман је додељен победнику,. Аустралији.

## Екипе учеснице
У "курзиву" дебитанти.
| Екипе учеснице | Екипе учеснице | Екипе учеснице | Екипе учеснице     | Екипе учеснице |
| -------------- | -------------- | -------------- | ------------------ | -------------- |
| Аустралија     | Кукова Острва  | Нови Зеланд    | Папуа Нова Гвинеја | Самоа          |

## Табела и утакмице
| Екипа              | Ута | Поб | Нер | Изг | ГД | ГП | ГР  | Бод | Квалификован                                                             |
| ------------------ | --- | --- | --- | --- | -- | -- | --- | --- | ------------------------------------------------------------------------ |
| Аустралија         | 4   | 4   | 0   | 0   | 45 | 0  | +45 | 12  | Аустралија се квалификовала за Светско првенство у фудбалу за жене 2003. |
| Нови Зеланд        | 4   | 3   | 0   | 1   | 29 | 2  | +27 | 9   |                                                                          |
| Папуа Нова Гвинеја | 4   | 2   | 0   | 2   | 10 | 21 | −11 | 6   |                                                                          |
| Самоа              | 4   | 1   | 0   | 3   | 3  | 39 | −36 | 3   |                                                                          |
| Кукова Острва      | 4   | 0   | 0   | 4   | 1  | 26 | −25 | 0   |                                                                          |

| Кукова Острва    | 1 : 5 | Папуа Нова Гвинеја                                                                    |
| ---------------- | ----- | ------------------------------------------------------------------------------------- |
| Мелани Ракеи 29’ |       | Гленда Матес 21’ · Присцила Коналала 23’ · Нилен Лимбај 40’, 87’ · Лидија Банабас 42’ |

| Аустралија | 19 : 0 | Самоа |
| --- | ------ | ----- |
| Џоен Питерс 5’, 35’, 50’, 79’ · Кели Галебиовски 16’, 42’, 46’, 61’ · Риан Дејвис 18’ · Даниел Смол 41’, 78’ · Ејприл Мен 53’, 58’, 85’, 87’ · Саша Вејнрајт 55’ · Теа Слатјер 56’, 57’ · Хедер Гариок 72’ |        |       |

| Аустралија | 11 : 0 | Кукова Острва |
| --- | ------ | ------------- |
| Хејли Крафорд 8’, 17’ · Риан Дејвис 11’ · Диана Алагић 34’, 62’ (пен.) · Тал Карп 37’, 81’ · Оливија Хонке 59’ · Даниел Смол 65’ · Еми Вилсон 71’, 82’ |        |               |

| Самоа | 0 : 15 | Нови Зеланд |
| ----- | ------ | --- |
|       |        | Маја Џекмен 5’, 9’, 24’, 50’ · Симон Ферара 7’, 10’, 32’ · Ники Смит 11’, 12’, 42’, 65’, 87’ · Хајли Морвуд 41’ · Мишел Кинзли 80’, 82’ |

| Кукова Острва | 0 : 9 | Нови Зеланд |
| ------------- | ----- | --- |
|               |       | Симон Ферера 4’, 22’ · Маја Џекмен 13’, 33’, 49’ · Ники Смит 30’ · Венди Хендерсон 53’ · Џејн Симпсон 59’ · тери Мекахил 88’ |

| Аустралија | 13–0 | Папуа Нова Гвинеја |
| --- | ---- | ------------------ |
| Ејприл Мен 5’, 41’, 49’, 55’ · Џоан Питерс 17’ · Черил Салсбери 29’, 81’ (пен.) · Дајан Алагић 46’ · Кели Голебиовски 59’, 71’ · Хедер Гариок 60’, 78’, 89’ |      |                    |

| Папуа Нова Гвинеја | 0–5 | Нови Зеланд                                                    |
| ------------------ | --- | -------------------------------------------------------------- |
|                    |     | Ники Смит 7’ · Маја Џекмен 12’, 47’, 59’ · Присцила Данкан 68’ |

| Кукова Острва | 0–1 | Самоа          |
| ------------- | --- | -------------- |
|               |     | Линет Ламе 77’ |

| Папуа Нова Гвинеја                                                                | 5–2 | Самоа                                    |
| --------------------------------------------------------------------------------- | --- | ---------------------------------------- |
| Лидија Банабас 27’, 80’ · Гленда Матес 30’ · Накере Номбе 51’ · Миријам Ланта 71’ |     | Лети Талај 74’ · Селесетина Пересија 87’ |

| Аустралија                         | 2–0 | Нови Зеланд |
| ---------------------------------- | --- | ----------- |
| Џоен Питерс 24’ · Данијел Смол 49’ |     |             |

## Голгетерке
10. голова
- Маја Џекмен

8. голова
- Ејприл Мен

7. голова
- Ники Смит

6. голова
- Кели Галебиовски
- Џоен Питерс

5. голова
- Симон Ферара

4. гола
- Хедер Гариок
- Даниел Смол